# Rambler&Co
Rambler&Co — один из крупнейших российских медиахолдингов. Аудитория проектов — свыше 47,7 миллиона человек в месяц (по данным Mediascope, Cross Web, март 2022).
Сейчас в Rambler&Co входит «Рамблер» — ведущий портал Рунета, объединяющий новостные, развлекательные и тематические медиа, «Рамблер/почту» и такие востребованные сервисы, как  «Рамблер/гороскопы», «Рамблер/погода», тематические медиавертикали: «Рамблер/новости», «Рамблер/женский», «Рамблер/спорт», «Рамблер/субботний», «Рамблер/финансы», «Рамблер/доктор», «Рамблер/игры», «Рамблер/кино», «Рамблер/путешествия». Также в холдинг входят другие медиаактивы: новостное интернет-издание «Лента.ру», общественно-политическое интернет-издание Газета.Ru, спортивный интернет-портал «Чемпионат», блог-платформа LiveJournal.com, интернет-журналы «Секрет фирмы», Passion.ru, QUTO.ru, Motor.ru, Ferra.ru, «Мослента». Главный офис группы компаний находится в Москве. Входит в список крупнейших интернет-компаний России 2014 года по версии журнала Forbes.
С 2021 года Rambler&Co входит в группу компаний СберИнтертеймент, объединяющую развлекательные активы экосистемы Сбера.
До 15 апреля 2014 года медиахолдинг входил в объединённую компанию «Афиша-Рамблер-SUP», образованную в мае 2013 года в результате слияния активов «Афиши-Рамблер» (ранее входила в холдинг «ПрофМедиа» Владимира Потанина) и SUP Media Александра Мамута.

## История
Компания была создана в мае 2013 года, когда была завершена сделка по объединению компаний «Афиша-Рамблер» и SUP Media. Закрытие сделки стало возможным после того, как её одобрили антимонопольные органы России и Украины, где находилась одна из штаб-квартир SUP Media.
После завершения сделки объединенная компания перешла в управление Александра Мамута, владевшего SUP Media. В состав совета директоров тогда вошли представители «ПрофМедиа» и контролирующего её холдинга «Интеррос». По условиям сделки все операционные решения остались за Александром Мамутом, а стратегические должны были приниматься совместно.
В мае 2013 года руководство объединенной компании «Афиша-Рамблер-SUP» объявило структуру холдинга. Председателем совета директоров компании стал владелец SUP Media Александр Мамут. Наряду с ним и генеральным директором компании Петром Захаровым в нём были представлены топ-менеджеры холдинга «ПрофМедиа» (в него ранее входила компания «Афиша-Рамблер»), в частности, его президент Ольга Паскина. Также было объявлено об отставке Николая Молибога, занимавшего должность генерального директора компании «Афиша-Рамблер».
Медиаактивы компании были выделены в отдельную структуру. Курировать её стала Юлия Миндер, назначенная заместителем генерального директора объединенной компании по медиаресурсам. При этом Миндер сложила с себя полномочия генерального директора Lenta.ru.
В марте 2014 года коллектив студии инфографики РИА «Новости» в полном составе присоединился к команде объединенной компании «Афиша-Рамблер-SUP».
15 апреля 2014 года медиахолдинг «Афиша-Рамблер-SUP» объявил о начале работы под единым брендом Rambler&Co. Главной задачей для нового бренда стало выражение индивидуальности объединенной компании. «Такое решение было найдено благодаря знакомому всем символу объединения — &. Исполненный во множестве различных вариантов знак выражает базовые ценности компании: развитие, творчество, многообразие и уникальность», — заявил тогда гендиректор компании Петр Захаров.
В октябре 2014 года Rambler&Co представила партнерам новую стратегию. Группа компаний создала собственное рекламное агентство (ООО "РА «Индекс 20») и сосредоточилась на мобильной и видеорекламе. "Компания меняет стратегию в пользу медиасервисной модели. Теперь пользователи Rambler&Co смогут не только узнать о какой-либо услуге, но и приобрести её. Например, уже сейчас на «Афише» можно прочитать рецензию на фильмы и купить билет в ближайший кинотеатр через «Рамблер-Кассу», — заявил Максим Тадевосян, первый заместитель генерального директора Rambler&Co.
В ноябре 2014 года Rambler&Co совместно с Фондом развития интернет-инициатив (ФРИИ) и с Российской венчурной компанией (РВК) объявили о создании двух стартап-акселераторов под брендом Rambler. В них могут размещаться стартапы из тех областей, которые интересны Rambler&Co, — рекламные технологии, развлекательные ресурсы, сервисы, которые связывают интернет с реальной жизнью, электронная коммерция.
В конце ноября 2014 года Rambler&Co запустила SSP-платформу для продажи рекламы. Новая платформа позволяет клиентам закупать рекламу в автоматическом режиме (по системе programmatic) и размещать её на крупнейших российских площадках: портале Rambler.ru, сайтах «Лента.ру», «Газета.Ru», «Чемпионат.com», LiveJournal и др.
В декабре 2014 года Rambler&Co создала компанию Rambler Digital Solutions (RDS), которая занимается разработкой интернет-проектов и мобильных приложений как для самой Rambler&Co, так и для клиентов и партнеров.
29 декабря 2014 года было объявлено о том, что Rambler&Co закрывает печатные версии журналов «Афиша-мир» и «Афиша-еда». С января 2015 г. «Афиша-мир» и «Афиша-еда» перешли в digital-формат. Тексты и материалы теперь выходят в новом издании, запущенном на сайте eda.ru. Также Rambler&Co перезапустил сайт mir.travel и постепенно перевел путеводители «Афиши» по городам и странам в электронный формат, но самые популярные гиды продолжали выходить в печатной версии.
В конце декабря 2014 года Rambler&Co выкупила у ИД «Коммерсантъ» архив журнала и бренд «Секрет фирмы». Также работать в новую компанию перешла часть сотрудников журнала.
В середине 2015 года компания RCO, специализирующуюся в области компьютерной лингвистики, информационного поиска и обработки неструктурированной информации, вошла в состав Rambler&Co.
В июле 2015 года портал «Рамблер» и Letidor.ru запустили медийно-сервисный ресурс «Рамблер/семья», содержащий как статьи о детях и организации быта, так и материалы о досуге и самореализации.
В это же время проект «Рамблер/недвижимость» приобрел биржу недвижимости «АгентОН».
Летом 2015 года Rambler&Co запускает «Рамблер.Видео». В платформу интегрирован рекомендательный сервис от Rambler&Co, который на основе накопленных данных будет предлагать пользователям видеоролики.
В августе 2015 года «Авторамблер» интегрировал функционал портала «Автокод»: объявления пользователей о продаже автомобилей проходят проверку автоистории: достоверность указанных продавцом сведений об основных технических характеристиках автомобиля, о наличии ограничений на регистрационные действия и количестве ДТП с участием этого автомобиля, а также числится ли он в угоне.
30 сентября 2015 года группа компаний Rambler&Co, интернет-компании «Спутник» и «Яндекс» подписали меморандум о сотрудничестве с Кировской областью. Интернет-компании и правительство Кировской области договорились о совместной работе по открытию данных государственных организаций. На основе эти данных ИТ-компании смогут создавать полезные сервисы для жителей Кировской области.
В октябре 2015 г. агентство R.POINT, входящее в группу компаний Rambler&Co, запустило Programmatic Native Advertising — рекламный продукт, позволяющий демонстрировать рекламные статьи в формате редакторского контента с точностью и эффективностью programmatic-рекламы.
В ноябре 2015 г. Rambler&Co перезапустила проект «Афиша-Мир», сменив бумажный формат на цифровой. Журнал для самостоятельных путешественников «Афиша-Мир» выходил до декабря 2014 г.
17 ноября 2015 г. Rambler&Co запустила информационное агентство Rambler News Service.
В декабре 2015 г. Rambler&Co продал контрольный пакет акций сайта о видеоиграх Канобу его основателю Гаджи Махтиеву (пакет был куплен ещё в 2011 году компанией «Афиша-Рамблер»). Это стало результатом различных взглядов на будущее портала и конфликтов между Махтиевым и директорами Rambler.
В декабре 2015 г. портал Rambler.ru подключил авторизацию через московский портал госуслуг pgu.mos.ru.
В декабре 2015 г. Rambler&Co приобрела 50% уставного капитала компании UCS — ведущего разработчика и поставщика программных продуктов для автоматизации предприятий индустрии гостеприимства и развлечений.
Декабрь 2015 г. — Компания «Афиша» запустила онлайн-медиа о культуре, развлечениях и современном образе жизни «Афиша Daily».  С января 2016 года редакция бумажного журнала «Афиша» была распущена. Планировалось, что журнал продолжит выходить с периодичностью четыре раза в год с новой редакцией, однако эти планы не были воплощены. Де-факто в 2016 году бумажная версия журнала перестала выходить, и в декабре было объявлено о её закрытии. В ноябре 2019 года главным редактором «Афиши Daily» стал Трифон Бебутов, сменивший Егора Белякова .
В феврале 2016 г. Rambler&Co запустила услугу AdBlock — технологию, позволяющую скрывать рекламные материалы для пользователей мобильных версий медийных продуктов.
Февраль 2016 г. — Rambler&Co приобрела автомобильный сайт объявлений am.ru, портал для покупателей и продавцов автомобилей.
Февраль 2016 г. — Rambler&Co запускает сервис U, который позволяет оформлять подписку на лучший контент, создаваемый группой в рамках 14 медиапроектов для различных аудиторий.
Февраль 2016 г. — На блог-платформе LiveJournal.com запускается Биржа блогеров — проект, ориентированный на работу брендов с авторами без посредников.
Март 2016 г. — Сайт «Редиго» перешел в состав портала «Рамблер/путешествия».
Апрель 2016 г. — Портал Rambler.ru провел ребрендинг — вместе с новым начертанием у знака появился символ «/» (слеш).
В 2018 году медиахолдинг Rambler&Co был объединён с мультимедийным сервисом Okko и другими активами Александра Мамута в новую структуру – группу компаний Rambler Group.
В апреле 2019 года Сбербанк принял решение инвестировать в Rambler Group с целью развития на его базе лидера российского рынка медиа и развлечений. В августе 2019 года Сбербанк закрыл сделку по инвестициям в Rambler Group (медиахолдинг Rambler&Co и мультимедийный сервис Okko) в обмен на долю в 46,5 % группы компаний (сумма инвестиций оценивается в 11 млрд ₽).
В декабре 2019 года один из акционеров Rambler Group заявил о нарушении исключительных прав на веб-сервер Nginx, так как основатель проекта Игорь Сысоев занимался его разработкой в начале 2000-х годов, когда был сотрудником Rambler. Топ-менеджеры Rambler Group заявили о непричастности к иску и попросили правоохранительные органы прекратить уголовное дело .
В октябре 2020 года Сбербанк объявил о консолидации 100% компании и стал единственным владельцем Rambler Group, в которую на тот момент входили следующие активы: медиахолдинг Rambler&Co, мультимедийный сервис Okko, кинотеатр «Художественный».
В феврале 2021 года компания ООО «Эпоха Диджитал», ранее управляющая активами Rambler Group, была трансформирована в ООО «СберИнтертеймент», являющимся стратегическим и административным центром индустрии развлечений и индустрии рекламы Сбера. В периметр его управления попали и другие развлекательные активы Сбера: мультимедийный сервис Okko, киностудия «Союзмультфильм», стриминговый сервис СберЗвук, СберМаркетинг, SberGames.
Учитывая, что Okko и кинотеатр «Художественный» теперь управляются СберИнтертейментом напрямую, было принято решение вернуться к названию Rambler&Co, которое использовалось до объединения с мультимедийным сервисом.  Также в отдельные направления бизнеса под управлением СберИнтертеймента были выделены:
- «Компания «Афиша»», которая объединяет в себе информационный портал, сервисы «Афиша-Касса», «Афиша-Рестораны», медиа «Афиша Daily» и Eda.ru.
- Сейлз-хауз СберСеллер, который  занимается монетизацией инвентаря не только ресурсов Rambler&Co, но и других площадок экосистемы Сбера (создан на основе сейлз-хауза "Индекс 20").

## Активы
Сразу четыре спецпроекта Rambler&Co получили премии на всероссийском конкурсе сайтов и мобильных приложений «Рейтинг Рунета 2018» – проект, подводящий итоги 2017 года, - "Как я провел этим годом" - получил серебро в номинации «СМИ, издательства». В номинации «Культура, искусство, общество» серебро получил проект «Ленты.ру» и Третьяковской галереи "Бунтарь. Воин. Атеист", приуроченный к открытию выставки Василия Верещагина. Бронза досталась проекту "Белый квадрат", созданному по мотивам рассказа Владимира Сорокина для «Ленты.ру». В номинации «Авто и мото» золото завоевал проект "19-я победа", созданный при участии агентства R.POINT для Чемпионат.com.
В 2018 году Rambler&Co получил Гран-при премии «Цифровая пирамида – 2018» в номинации «HR Digital-решение года»и золотой приз премии Step Two Intranet and Digital Workplace Awards 2018 за внедрение и реализацию корпоративного портала.
В 1 квартале 2019 года Rambler&Co произвёл масштабное обновление блог-платформы «Живой журнал». Сервис получил новое технологическое ядро, запустил новое мобильное приложение, были расширены возможности пользователей по продвижению и монетизации блогов.
По данным аналитического сервиса Similar Web за октябрь 2019 года, Rambler.ru стал наиболее посещаемым медиа в российском интернете. В топ-10 вошли еще три медиаактива Rambler&Co — издания «Лента.ру», «Газета.Ru» и вертикаль «Рамблер/Новости».
В декабре 2019 года специальный проект «Ленты.ру» «Россия под наркотиками» стал победителем «Премии Рунета — 2019» в номинации «СМИ и массовые коммуникации». 19 марта 2020 года суточная аудитория онлайн-издания «Лента.ру» превысила показатель в 10 млн уникальных пользователей, что стало абсолютным рекордом посещаемости среди всех интернет-изданий Рунета. В декабре 2020 года проект «Ленты.ру» «История российской поп-музыки» стал победителем «Премии Рунета — 2020» в номинации «СМИ и массовые коммуникации». Он состоит из мультимедийных лонгридов, титрованных видео и документального сериала на YouTube. Последний стал самым просматриваемым в своей категории в 2020 году, собрав почти 12 млн просмотров и тысячи положительных отзывов.
С 2020 года новости на ведущих медиа Rambler&Co — «Газете.Ru», «Ленте.ру» и «Чемпионате» — стало возможно не только читать, но и слушать благодаря технологии синтеза речи от группы ЦРТ. Новости на «Газете.Ru» и «Ленте.ру» читает мужской голос, на «Чемпионате» — женский.
«Лента.ру» и коммуникационное агентство VisCom (входят в Rambler&Co) выиграли все награды в номинации «Лучший спецпроект СМИ» на премии «Золотой сайт-2020».
По данным Similar Web за 1 квартал 2021 года, актив Rambler&Co «Чемпионат» вошёл в топ-5 самых читаемых спортивных медиа в мире, опережая французский L’Equipe, британский Sky Sports и американский NBC Sports.
С начала 2021 года медиахолдинг Rambler&Co стал использовать нейросети для «умного» таргетинга рекламных кампаний на всех площадках.
В апреле 2021 года медиахолдинг Rambler&Co запустил приложение MediaUp, которое позиционируется как «новости без шума» – самые важные инфоповоды мирового интернета без кликбейтов.
В сентябре 2021 года сайт «Газета.Ru» запустил масштабный редизайн в соответствии с современными паттернами медиапотребления – переход пользователей на чтение новостей со смартфона, быстрая динамика информационного потока.
В сентябре мультимедийный проект «Ленты.ру» «История российской поп-музыки» стал финалистом Первой национальной премии за высшие достижения в области журналистики «ТЭФИ-Мультимедиа».
Федеральные онлайн-издания «Лента.ру» и «Газета.Ru» находятся в топ-5 самых цитируемых интернет-ресурсов России («Медиалогия», 2023). «Лента.ру» — одно из самых виральных СМИ русскоязычного интернета (Brand Analytics, 2023).

## Финансовые показатели
Rambler&Co не раскрывает полную финансовую отчетность, но, согласно показателям по РСБУ входящих в холдинг юрлиц из «СПАРК-Интерфакс», в 2015 году кроме «Ленты.ру» и «Газеты.ру» остальные активы были убыточны. «Эксперт РА» отмечал высокий уровень долговой нагрузки, отсутствие возможности взять дополнительный кредит под залог и низкую диверсификацию деятельности: 85 % выручки ООО поступает от рекламы на своих площадках. также отмечалось высокая доля крупнейшего покупателя в структуре выручки — 43 %, которым бывший сотрудник компании называл Яндекс.

## Собственники и руководство

### Собственники
до 16 января 2017 года:
Александр Мамут — 50 %, Владимир Потанин — 50 %.
с 16 января 2017 года:
Александр Мамут — 100 % (через фонд A&NN Investments)
с 26 августа 2019 года: Сбербанк — 46,5 % группы, AN&N Александра Мамута — 46,5 % и Era Capital — 7 %.
2 декабря 2019 года Rambler Group объявила о выкупе у Era Capital долю в 6,92 % компании.
С 29 октября 2020 года: Сбербанк — 100 %.

### Руководство
21 апреля 2014 года управляющий акционер Rambler Group Александр Мамут лично возглавил группу компаний в статусе генерального директора.
С 26 августа 2019 года совет директоров состоит из 9 членов: по 4 от AN&N и Сбербанка и один от Era Capital. После закрытия сделки об обратном выкупе большей части доли Era Capital последняя потеряет кресло в совете, на его место будет выбран независимый директор.
В 2021 году:
Андрей Цыпер, исполнительный директор по медиа Rambler&Co
Антон Сучков, директор по цифровой стратегии Rambler&Co, управляющий директор «Чемпионата»
Наталья Булаева, директор по правовым вопросам Rambler&Co
Анастасия Пикурина, директор по персоналу Rambler&Co
Виктория Джигкаева, директор по внешним коммуникациям Rambler&Co

## Основные проекты компании Rambler&Co
| Проект               | Ссылка                        | Описание |
| -------------------- | ----------------------------- | --- |
| Портал Rambler.ru    | http://www.rambler.ru/        | Ведущий портал Рунета, объединяющий новостные, развлекательные и тематические медиа, сервисы и почту. Ежемесячная аудитория составляет десятки миллионов пользователей.              |
| Рамблер/гороскопы    | http://horoscopes.rambler.ru/ | Это сервис с актуальными и тематическими гороскопами, подробным сонником, лунным календарём, а также гаданиями и тестами.                                                            |
| Рамблер/знакомства   | http://dating.rambler.ru/     | Общение с реальными людьми со всего мира. 800 тысяч посетителей каждый день. |
| Рамблер/касса        | http://kassa.rambler.ru/      | Онлайн-сервис продажи билетов в кино, театры, на концерты и спортивные мероприятия в Москве, Санкт-Петербурге и ещё 90 городах России.                                               |
| Рамблер/новости      | http://news.rambler.ru/       | Новости 24/7. |
| Рамблер/погода       | http://weather.rambler.ru/    | Прогноз погоды на день. |
| Рамблер/поиск        | http://r0.ru/                 | Поисковый сервис. |
| Рамблер/почта        | https://mail.rambler.ru/      | Почтовый клиент. |
| Рамблер/софт         | http://soft.rambler.ru/       | Программы и приложения от «Рамблера». |
| Рамблер/ТОП100       | http://top100.rambler.ru/     | Тематический каталог сайтов Рунета. |
| Рамблер/финансы      | http://finance.rambler.ru/    | Новости экономики и финансов. |
| Субботний Рамблер    | http://weekend.rambler.ru/    | Для планирования выходных. |
| Ferra.ru             | http://www.ferra.ru/          | Медиа о гаджетах и девайсах настоящего и будущего. |
| Lenta.ru             | http://lenta.ru/              | «Лента.ру» – главные новости страны и мира 24/7, лидер по цитируемости в социальных сетях (по данным Brand Analytics, 08.2021).                                                      |
| LiveJournal.com      | http://www.livejournal.com/   | Международная блог-платформа. |
| Quto.ru              | http://quto.ru/               | Портал для помощи в выборе и покупке автомобиля. |
| Газета.ru            | http://www.gazeta.ru/         | «Газета.Ru» – авторитетное общественно-политическое онлайн-СМИ с авторскими колонками, круглосуточно освещающее российские и мировые события.                                        |
| Мослента             | http://moslenta.ru/           | Сайт о понятной Москве. |
| Мотор                | http://motor.ru/              | Экспертный взгляд на важные события в автомобильной индустрии. |
| Секрет Фирмы         | http://secretmag.ru/          | Информационно-развлекательное издание о бизнесе, предпринимательстве, финансах и технологиях в России и мире.                                                                        |
| Чемпионат            | http://www.championat.com/    | Входит в Топ-4 ведущих спортивных СМИ мира (по данным Similar Web, 06.2021). Новости, результаты матчей, интервью и аналитика, онлайн-трансляции, актуальные фото- и видеоматериалы. |
| Страсти (Passion.ru) | http://www.passion.ru/        | Журнал о личной жизни звёзд, моде, красоте, отношениях и об образе жизни. |